# Aphaniosoma daedalum
Aphaniosoma daedalum (лат.) — вид мух рода Aphaniosoma из семейства Chyromyidae. Видовой эпитет происходит от латинского daedalus, означающего «пестрый».

## Распространение
Израиль.

## Описание
Мелкие мухи с телом длиной 1,4 мм. Вид с чёрной и бледно-жёлтой окраской, придающей ему пёстрый вид, и с необычайно длинными волосками. Лицо с парой длинных волосков перед передним оцеллием. Лицо, скутеллюм и большая часть плевры жёлтые. Самец с большим блестящим чёрным гипопигием и длинным бледно-жёлтым бифидальным сурстилусом; тергит 6 с длинным, чёрным, узким расширением вентрального края, направленным задне-медиально. Новый вид отличается от A. cypriense тем, что не является необычно удлинённым и имеет тёмное блестящее брюшко. У A. cypriense тергит 6 имеет короткую и широкую переднюю лопасть на вентро-латеральном крае и не имеет продолжения задне-медиально. Гипопигий также заметно отличается: у A. cypriense фаллаподема пропорционально больше, темный лопастевидный постгонит (структура, возможно, отсутствующая у A. daedalum) и простой трубчатый эдеагус. С A. palestinense он имеет почти идентичный габитус, за исключением более длинных волосков скутеллюма и более блестящих тергитов. Самцов также легко разделить по внешнему виду гипопигиума, даже in situ. Самки A. palestinense имеют тёмную полосу по лицу, в то время как у самок A. daedalum и A. cypriense лицо всегда светло-желтое. У A. palestinense нет прескутеллярных акростихалов.